# Macroregiunea 1
Macroregiunea 1 este o mărime statistică, fără personalitate juridică, formată din două regiuni de dezvoltare, de asemenea fără personalitate juridică: Regiunea de dezvoltare Nord-Vest și Regiunea de dezvoltare Centru. Este alcătuită din următoarele județe: Alba, Bihor, Bistrița-Năsăud, Brașov, Cluj, Covasna, Harghita, Maramureș, Mureș, Satu Mare, Sălaj și Sibiu.

Macroregiunea 1